# Julia Domna
Julia Domna (ur. 150/160, zm. 217) – cesarzowa rzymska, Syryjka, urodziła się w Emesie w Syrii. Jej ojcem był najwyższy kapłan boga słońca El Gabala – Julius Bassianus, a siostrą – Julia Maesa. 
Swojego przyszłego męża i cesarza rzymskiego Septymiusza Sewera poznała, gdy stacjonował z wojskiem w Syrii (w latach 180-182 n.e.). Septymiusz Sewer od 173 r. był już żonaty, jednak jego żona zmarła, gdy był gubernatorem Galii, co umożliwiło małżeństwo z Julią Domną. Ślub odbył się w Lugdunum (dzisiejszy Lyon) latem 187 roku. W 188 roku Julia urodziła syna Karakallę, a w 189 r. Getę. W 193 r., gdy jej mąż objął tron cesarski, Julia Domna została cesarzową i pozostała nią także po śmierci męża. 
Przebywając stale u boku Septymiusza Sewera, także w czasie jego kampanii wojskowych, wywierała prawdopodobnie znaczący wpływ na jego polityczne decyzje. W inskrypcjach i legendach na monetach nadawano jej takie tytuły jak Matka Senatu (Mater Senatus) czy Matka Obozów Wojskowych (Mater Castrorum). Oprócz polityki interesowała się także filozofią i literaturą. Po śmierci Sewera w Eboracum (dziś York), 4 lutego 211 r., wraz z synami przewiozła jego prochy do Rzymu. Usiłowała zaprowadzić zgodę pomiędzy swymi zwaśnionymi potomkami, jednak nie mogła powstrzymać śmierci Gety z ręki brata. Przez następne lata współrządziła z cesarzem Karakallą, przyjmując delegacje senatorów, prowadząc oficjalną korespondencję, a nawet zarządzając cesarstwem, kiedy jej syn toczył walki przeciwko Partom. W 217 roku po zamordowaniu Karakalli popełniła samobójstwo, być może poprzez zagłodzenie się na śmierć; według drugiej wersji podanej przez Kasjusza Diona, spowodowała pęknięcie nowotworu piersi, na który cierpiała.
Została pochowana w Mauzoleum Augusta.